# Onthophagus bequaerti
Onthophagus bequaerti là một loài bọ cánh cứng trong họ Bọ hung (Scarabaeidae).